# Portul Calafat

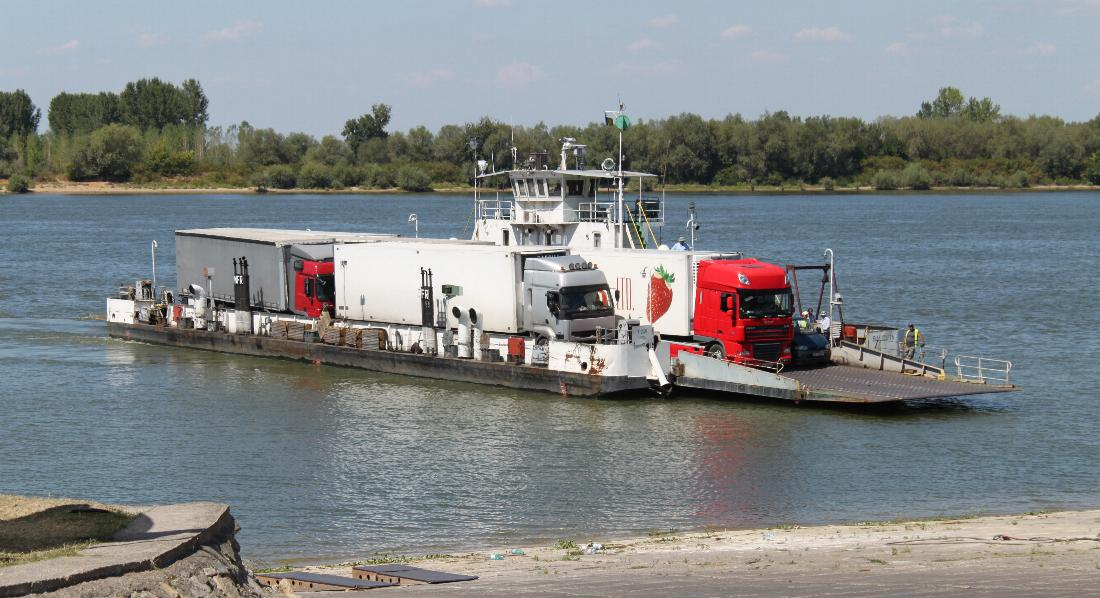
Feribotul Calafat - Vidin

Portul Calafat este unul dintre cele două porturi fluviale românești din județul Dolj. Este situat în orașul Calafat, pe malul stâng al Dunării, la kilometrul 794 - 795, cu o radă portuară cuprinsă între kilometri 793 -796.
Portul dispune de cheiuri pereate în lungime de 350 ml, iar adâncimea de acostare este de minim -3,00 m. În zona rampei de acostare a navelor fluviale de tip RO-RO este amenajat un punct de trecere a frontierei (PTF) dotat cu toate facilitățile. În zona aval a portului a existat un feribot care asigura legătura dintre Calafat din România și Vidin din Bulgaria.

## Vezi și
- Podul Calafat-Vidin

## Legături externe
- Portul Calafat - site oficial Arhivat în 6 octombrie 2022, la Wayback Machine.